# Over the Hills and Far Away/Dancing Days
Over the Hills and Far Away/Dancing Days è un singolo discografico della band britannica dei Led Zeppelin, pubblicato nel 1973.

## Tracce
1. Over the Hills and Far Away – 4:42 (Robert Plant, Jimmy Page)
2. Dancing Days – 3:40 (Robert Plant, Jimmy Page)

## Accoglienza
Il disco ha raggiunto il 51º posto della classifica Billboard Hot 100 negli USA.

## Brani
Il brano Over the Hills and Far Away inizia con un'introduzione di chitarra, effettuata da Jimmy Page con una chitarra a sei corde, per poi continuare usando una chitarra a dodici corde. Dopo quasi un minuto termina la parte strumentale e inizia la parte cantata, curata dal cantante del gruppo Robert Plant. Solo dopo 1:30 attaccano il basso di John Paul Jones e la batteria di John Bonham, le quali sfumano in un diminuendo a circa 55'' dalla fine della canzone. L'ultima parte è occupata da una silenziosa parte strumentale.
Anche il brano Dancing Days, scritto da Jimmy Page e Robert Plant, venne inserito nell'album del 1973 Houses of the Holy. Una cover del brano è stata realizzata dal gruppo statunitense Stone Temple Pilots per l'album tributo Encomium: A Tribute to Led Zeppelin, del 1995.

## Formazione
- Robert Plant – voce
- Jimmy Page – chitarra
- John Paul Jones – basso, organo
- John Bonham – batteria